# 高山鱯
高山鱯，為輻鰭魚綱鯰形目鱨科的其中一種，為熱帶淡水魚類，分布於亞洲印度喀拉拉邦、卡納塔克邦、馬哈拉斯查邦與阿薩姆邦淡水流域，體長可達12.1公分，棲息在底層水域，生活習性不明，可做為食用魚。

## 扩展阅读
維基物種上的相關：高山鱯